# Premi e riconoscimenti di SZA
La cantante statunitense SZA ha ricevuto diversi premi nel corso della sua carriera, tra cui cinque Grammy Award, un American Music Award, otto Billboard Music Awards, un BRIT Award, un MTV Europe Music Award e quattro MTV Video Music Awards.

## Academy Awards
Gli Academy Awards, meglio noti in Italia come Premi Oscar, sono premi assegnati annualmente dalla Academy of Motion Picture Arts and Sciences (AMPAS) che onorano l'eccellenza in campo cinematografico e sono considerati il più alto riconoscimento in tale ambito.
| Anno | Ricevente                          | Premio                    | Risultato   | Nota  |
| ---- | ---------------------------------- | ------------------------- | ----------- | ----- |
| 2019 | All the Stars (con Kendrick Lamar) | Miglior canzone originale | Candidato/a | [ 1 ] |

## African-American Film Critics Association Awards
L'African-American Film Critics Association (AAFCA) è il più grande gruppo mondiale di critici cinematografici afroamericani che assegna vari premi annuali per l'eccellenza nel campo del cinema e della televisione.
| Anno | Ricevente                          | Premio          | Risultato       | Nota  |
| ---- | ---------------------------------- | --------------- | --------------- | ----- |
| 2019 | All the Stars (con Kendrick Lamar) | Miglior canzone | Vincitore/trice | [ 2 ] |

## American Music Awards
L'American Music Awards è una premiazione e uno spettacolo annuale che si svolge negli Stati Uniti. SZA ha vinto un premio a fronte di sei candidature.
| Anno | Ricevente                   | Premio                                 | Risultato       | Nota  |
| ---- | --------------------------- | -------------------------------------- | --------------- | ----- |
| 2019 | Ctrl                        | Album preferito - Soul/R&B             | Candidato/a     | [ 3 ] |
| 2019 | Se stessa                   | Artista femminile preferita - Soul/R&B | Candidato/a     | [ 3 ] |
| 2021 | Se stessa                   | Artista femminile preferita - Soul/R&B | Candidato/a     | [ 4 ] |
| 2021 | Kiss Me More (con Doja Cat) | Collaborazione dell'anno               | Vincitore/trice | [ 4 ] |
| 2021 | Kiss Me More (con Doja Cat) | Canzone pop preferita                  | Candidato/a     | [ 4 ] |
| 2022 | Se stessa                   | Artista femminile preferita - Soul/R&B | Candidato/a     | [ 5 ] |
| 2022 | I Hate U                    | Canzone R&B preferita                  | Candidato/a     | [ 5 ] |

## ARIA Music Awards
Gli ARIA Music Awards sono premiazioni musicali che si tengono annualmente in Australia, organizzate dall'Australian Recording Industry Association (ARIA).
| Anno | Ricevente       | Premio                         | Risultato   | Nota  |
| ---- | --------------- | ------------------------------ | ----------- | ----- |
| 2023 | Se stessa + SOS | Miglior artista internazionale | Candidato/a | [ 6 ] |

## ASCAP Rhythm and Soul Music Awards
| Anno | Ricevente                        | Premio                       | Risultato       | Nota  |
| ---- | -------------------------------- | ---------------------------- | --------------- | ----- |
| 2018 | Love Galore (feat. Travis Scott) | Canzoni vincenti R&B/Hip-hop | Vincitore/trice | [ 7 ] |
| 2022 | Good Days                        | Canzoni vincenti R&B/Hip-hop | Vincitore/trice | [ 8 ] |

## BET Awards
| Anno | Ricevente                        | Premio                            | Risultato       | Nota   |
| ---- | -------------------------------- | --------------------------------- | --------------- | ------ |
| 2018 | Ctrl                             | Album dell'anno                   | Candidato/a     | [ 9 ]  |
| 2018 | Love Galore (feat. Travis Scott) | Coca-Cola Viewers' Choice Award   | Candidato/a     | [ 9 ]  |
| 2018 | Se stessa                        | Miglior artista esordiente        | Vincitore/trice | [ 9 ]  |
| 2018 | Se stessa                        | Miglior artista R&B/Pop femminile | Candidato/a     | [ 9 ]  |
| 2019 | Se stessa                        | Miglior artista R&B/Pop femminile | Candidato/a     | [ 10 ] |
| 2021 | Se stessa                        | Miglior artista R&B/Pop femminile | Candidato/a     | [ 11 ] |
| 2021 | Good Days                        | BET Her Award                     | Vincitore/trice | [ 11 ] |
| 2022 | Kiss Me More (con Doja Cat)      | Video dell'anno                   | Candidato/a     | [ 12 ] |
| 2022 | Kiss Me More (con Doja Cat)      | Miglior collaborazione            | Candidato/a     | [ 12 ] |
| 2024 | SOS                              | Album dell'anno                   | Vincitore/trice | [ 13 ] |
| 2024 | Kill Bill                        | Coca Cola Viewer's Choice Award   | Candidato/a     | [ 13 ] |
| 2024 | Kill Bill                        | Video dell'anno                   | Vincitore/trice | [ 13 ] |
| 2024 | Se stessa                        | Miglior artista femminile R&B/Pop | Vincitore/trice | [ 13 ] |

## Billboard Music Awards
I Billboard Music Awards sono dei riconoscimenti assegnati ogni anno dalla rivista statunitense Billboard. SZA ha vinto otto premi su 31 candidature.
| Anno      | Ricevente                         | Premio                               | Risultato       | Nota   |
| --------- | --------------------------------- | ------------------------------------ | --------------- | ------ |
| 2018      | Ctrl                              | Miglior album R&B                    | Candidato/a     | [ 14 ] |
| 2018      | Se stessa                         | Miglior artista R&B                  | Candidato/a     | [ 14 ] |
| 2018      | Se stessa                         | Miglior artista femminile R&B        | Vincitore/trice | [ 14 ] |
| 2021      | Se stessa                         | Miglior artista femminile R&B        | Candidato/a     | [ 15 ] |
| 2022      | Se stessa                         | Miglior artista femminile R&B        | Candidato/a     | [ 16 ] |
| 2022      | Kiss Me More (Doja Cat feat. SZA) | Miglior canzone Hot 100              | Candidato/a     | [ 16 ] |
| 2022      | Kiss Me More (Doja Cat feat. SZA) | Miglior collaborazione               | Candidato/a     | [ 16 ] |
| 2022      | Kiss Me More (Doja Cat feat. SZA) | Miglior canzone virale               | Vincitore/trice | [ 16 ] |
| 2023      | Se stessa                         | Miglior artista                      | Candidato/a     | [ 17 ] |
| 2023      | Se stessa                         | Miglior artista femminile            | Candidato/a     | [ 17 ] |
| 2023      | Se stessa                         | Miglior artista Billboard 200        | Candidato/a     | [ 17 ] |
| 2023      | Se stessa                         | Miglior artista Hot 100              | Candidato/a     | [ 17 ] |
| 2023      | Se stessa                         | Miglior cantautrice Hot 100          | Candidato/a     | [ 17 ] |
| 2023      | Se stessa                         | Miglior artista streaming            | Candidato/a     | [ 17 ] |
| 2023      | Se stessa                         | Miglior artista radiofonica          | Candidato/a     | [ 17 ] |
| 2023      | Se stessa                         | Miglior artista Billboard 200 Global | Candidato/a     | [ 17 ] |
| 2023      | Se stessa                         | Miglior artista R&B                  | Vincitore/trice | [ 17 ] |
| 2023      | Se stessa                         | Miglior artista R&B femminile        | Vincitore/trice | [ 17 ] |
| 2023      | SOS                               | Miglior album Billboard 200          | Candidato/a     | [ 17 ] |
| 2023      | SOS                               | Miglior album R&B                    | Vincitore/trice | [ 17 ] |
| 2023      | Kill Bill                         | Miglior canzone Hot 100              | Candidato/a     | [ 17 ] |
| 2023      | Kill Bill                         | Miglior canzone streaming            | Candidato/a     | [ 17 ] |
| 2023      | Kill Bill                         | Miglior canzone Billboard 200 Global | Candidato/a     | [ 17 ] |
| 2023      | Kill Bill                         | Miglior canzone R&B                  | Vincitore/trice | [ 17 ] |
| 2023      | Snooze                            | Miglior canzone R&B                  | Candidato/a     | [ 17 ] |
| 2024      |                                   | Miglior canzone R&B                  |                 |        |
| Saturn    | Candidato/a                       | Miglior canzone R&B                  |                 |        |
| Se stessa | Miglior artista femminile         | Candidato/a                          |                 |        |
| Se stessa | Miglior artista Billboard 200     | Candidato/a                          |                 |        |
| Se stessa | Miglior artista radiofonica       | Candidato/a                          |                 |        |
| Se stessa | Miglior artista R&B               | Vincitore/trice                      |                 |        |
| Se stessa | Miglior artista femminile R&B     | Vincitore/trice                      |                 |        |

### BillboardWomen in Music
Il Billboard Women in Music è un evento organizzato da Billboard che si tiene annualmente e celebra le donne che si sono distinte nell'industria musicale e che sono state fonte di ispirazione per altre donne. SZA ha ricevuto il premio Rulebreaker nel 2018.
| Anno | Ricevente | Premio            | Risultato       | Nota   |
| ---- | --------- | ----------------- | --------------- | ------ |
| 2018 | Se stessa | Rulebreaker Award | Vincitore/trice | [ 18 ] |
| 2023 | Se stessa | Donna dell'anno   | Vincitore/trice | [ 19 ] |

## Black Reel Awards
Il Black Reel Awards è una cerimonia annuale di premiazione statunitense ospitata dalla Foundation for the Augmentation of African-American in Film (FAAAF) per riconoscere l'eccellenza degli afroamericani, nonché i risultati cinematografici della diaspora africana, nell'industria del cinema globale.
| Anno | Ricevente                          | Premio                           | Risultato       | Nota   |
| ---- | ---------------------------------- | -------------------------------- | --------------- | ------ |
| 2019 | All the Stars (con Kendrick Lamar) | Miglior colonna sonora originale | Vincitore/trice | [ 20 ] |

## BMI Awards
I BMI Film & TV Awards sono riconoscimenti presentati ogni anno da Broadcast Music Incorporated, in onore di cantautori, compositori ed editori musicali di vari generi.

### BMI R&B/Hip-Hop Awards
| Anno | Ricevente                          | Premio                                 | Risultato       | Nota   |
| ---- | ---------------------------------- | -------------------------------------- | --------------- | ------ |
| 2018 | Love Galore (feat. Travis Scott)   | Le 35 canzoni R&B/Hip-hop più eseguite | Vincitore/trice | [ 21 ] |
| 2019 | All the Stars (con Kendrick Lamar) | Le 35 canzoni R&B/Hip-hop più eseguite | Vincitore/trice | [ 22 ] |

### BMI London Awards
| Anno | Ricevente                           | Premio                                           | Risultato       | Nota   |
| ---- | ----------------------------------- | ------------------------------------------------ | --------------- | ------ |
| 2018 | What Lovers Do (Maroon 5 feat. SZA) | Premio alle Canzoni Pop (London Pop Award Songs) | Vincitore/trice | [ 23 ] |

### BMI Pop Awards
| Anno | Ricevente                           | Premio             | Risultato       | Nota   |
| ---- | ----------------------------------- | ------------------ | --------------- | ------ |
| 2019 | What Lovers Do (Maroon 5 feat. SZA) | Canzoni vincitrici | Vincitore/trice | [ 24 ] |

## BreakTudo Awards
| Anno | Ricevente                          | Premio                 | Risultato   | Nota   |
| ---- | ---------------------------------- | ---------------------- | ----------- | ------ |
| 2018 | All the Stars (con Kendrick Lamar) | Miglior collaborazione | Candidato/a | [ 25 ] |

## BRIT Awards
| Anno | Ricevente                        | Premio                      | Risultato       | Nota   |
| ---- | -------------------------------- | --------------------------- | --------------- | ------ |
| 2022 | Canzone internazionale dell'anno | Kiss Me More (con Doja Cat) | Candidato/a     | [ 26 ] |
| 2024 | Canzone internazionale dell'anno | Kill Bill                   | Candidato/a     | [ 27 ] |
| 2024 | Artista internazionale dell'anno | Se stessa                   | Vincitore/trice | [ 27 ] |

## Critics Choice Music Awards
| Anno | Ricevente                          | Premio          | Risultato   | Nota   |
| ---- | ---------------------------------- | --------------- | ----------- | ------ |
| 2019 | All the Stars (con Kendrick Lamar) | Miglior canzone | Candidato/a | [ 28 ] |

## GAFFA Awards

### GAFFA Awards (Svezia)
Nati nel 2010, i GAFFA Awards (in svedese: GAFFA Priset) sono un premio svedese che premia la musica popolare. I premi vengono assegnati dall'omonima rivista.
| Anno | Ricevente                          | Premio                               | Risultato   | Nota   |
| ---- | ---------------------------------- | ------------------------------------ | ----------- | ------ |
| 2018 | Se stessa                          | Miglior artista esordiente straniero | Candidato/a | [ 29 ] |
| 2019 | All the Stars (con Kendrick Lamar) | Miglior canzone straniera            | Candidato/a | [ 30 ] |

## Golden Globe
| Anno | Ricevente                          | Premio                           | Risultato   | Nota   |
| ---- | ---------------------------------- | -------------------------------- | ----------- | ------ |
| 2019 | All the Stars (con Kendrick Lamar) | Miglior colonna sonora originale | Candidato/a | [ 31 ] |

## Grammy Awards
I Grammy Awards vengono presentati ogni anno dalla National Academy of Recording Arts and Sciences. SZA ha vinto cinque Grammy e ricevuto ventisei nomination.
| Anno | Ricevente                                    | Premio                                                         | Risultato       | Nota   |
| ---- | -------------------------------------------- | -------------------------------------------------------------- | --------------- | ------ |
| 2018 | Se stessa                                    | Miglior artista esordiente                                     | Candidato/a     | [ 32 ] |
| 2018 | Ctrl                                         | Miglior album urban contemporaneo                              | Candidato/a     | [ 32 ] |
| 2018 | The Weekend                                  | Miglior interpretazione R&B                                    | Candidato/a     | [ 32 ] |
| 2018 | Supermodel                                   | Miglior canzone R&B                                            | Candidato/a     | [ 32 ] |
| 2018 | Love Galore (feat. Travis Scott)             | Miglior collaborazione con un artista rap                      | Candidato/a     | [ 32 ] |
| 2019 | All the Stars (con Kendrick Lamar)           | Miglior collaborazione con un artista rap                      | Candidato/a     | [ 32 ] |
| 2019 | All the Stars (con Kendrick Lamar)           | Registrazione dell'anno                                        | Candidato/a     | [ 32 ] |
| 2019 | All the Stars (con Kendrick Lamar)           | Canzone dell'anno                                              | Candidato/a     | [ 32 ] |
| 2019 | All the Stars (con Kendrick Lamar)           | Miglior canzone scritta per un film, televisione o altri media | Candidato/a     | [ 32 ] |
| 2022 | Kiss Me More (con Doja Cat)                  | Registrazione dell'anno                                        | Candidato/a     | [ 33 ] |
| 2022 | Kiss Me More (con Doja Cat)                  | Canzone dell'anno                                              | Candidato/a     | [ 33 ] |
| 2022 | Kiss Me More (con Doja Cat)                  | Miglior interpretazione pop di un duo o un gruppo              | Vincitore/trice | [ 33 ] |
| 2022 | Planet Her (come featuring)                  | Album dell'anno                                                | Candidato/a     | [ 33 ] |
| 2022 | Good Days                                    | Miglior canzone R&B                                            | Candidato/a     | [ 33 ] |
| 2023 | Beautiful (con DJ Khaled e Future)           | Miglior interpretazione rap melodica                           | Candidato/a     | [ 34 ] |
| 2024 | SOS                                          | Album dell'anno                                                | Candidato/a     | [ 35 ] |
| 2024 | SOS                                          | Miglior album R&B progressivo                                  | Vincitore/trice | [ 35 ] |
| 2024 | Kill Bill                                    | Registrazione dell'anno                                        | Candidato/a     | [ 35 ] |
| 2024 | Kill Bill                                    | Canzone dell'anno                                              | Candidato/a     | [ 35 ] |
| 2024 | Kill Bill                                    | Miglior interpretazione R&B                                    | Candidato/a     | [ 35 ] |
| 2024 | Love Language                                | Miglior interpretazione R&B tradizionale                       | Candidato/a     | [ 35 ] |
| 2024 | Snooze                                       | Miglior canzone R&B                                            | Vincitore/trice | [ 35 ] |
| 2024 | Low                                          | Miglior interpretazione rap melodica                           | Candidato/a     | [ 35 ] |
| 2024 | Ghost in the Machine (feat. Phoebe Bridgers) | Miglior interpretazione pop di un duo o un gruppo              | Vincitore/trice | [ 35 ] |
| 2025 | Saturn                                       | Miglior canzone R&B                                            | Vincitore/trice | [ 36 ] |
| 2025 | Saturn                                       | Miglior interpretazione R&B                                    | Candidato/a     | [ 36 ] |

## Guild of Music Supervisors Awards
| Anno | Ricevente                          | Premio                                                  | Risultato       | Nota   |
| ---- | ---------------------------------- | ------------------------------------------------------- | --------------- | ------ |
| 2018 | Quicksand                          | Miglior canzone/registrazione creata per la televisione | Vincitore/trice | [ 37 ] |
| 2019 | All the Stars (con Kendrick Lamar) | Miglior canzone/registrazione creata per un film        | Candidato/a     | [ 38 ] |

## Hollywood Music in Media Awards
Gli Hollywood Music in Media Awards (HMMA) premiano la musica composta e scritta per film, televisione, videogiochi, pubblicità e trailer. Le candidature sono stabilite da un comitato consultivo e da un comitato di selezione composto da giornalisti, dirigenti musicali, cantautori e compositori. SZA ha vinto un premio.
| Anno | Ricevente                          | Premio                                         | Risultato       | Nota   |
| ---- | ---------------------------------- | ---------------------------------------------- | --------------- | ------ |
| 2018 | All the Stars (con Kendrick Lamar) | Canzone originale – Film Sci-fi/Fantasy/Horror | Vincitore/trice | [ 39 ] |

## iHeartRadio Music Awards
Gli iHeartRadio Music Awards sono un premio musicale internazionale organizzato da iHeartRadio, dove i premi vengono assegnati il base al successo ottenuto sulle stazioni radiofoniche della medesima piattaforma. SZA ha ricevuto due iHeartRadio Music Award nella sua carriera.
| Anno | Ricevente                                           | Premio                        | Risultato       | Nota   |
| ---- | --------------------------------------------------- | ----------------------------- | --------------- | ------ |
| 2018 | Se stessa                                           | Miglior nuovo artista R&B     | Candidato/a     | [ 40 ] |
| 2018 | Love Galore (feat. Travis Scott)                    | Miglior canzone R&B dell'anno | Candidato/a     | [ 40 ] |
| 2018 | Homemade Dynamite (con Lorde, Khalid e Post Malone) | Miglior remix                 | Candidato/a     | [ 40 ] |
| 2019 | Se stessa                                           | Artista R&B dell'anno         | Candidato/a     | [ 41 ] |
| 2022 | Kiss Me More (con Doja Cat)                         | TikTok Bop of the Year        | Candidato/a     | [ 42 ] |
| 2022 | Kiss Me More (con Doja Cat)                         | Canzone dell'anno             | Candidato/a     | [ 42 ] |
| 2022 | Kiss Me More (con Doja Cat)                         | Miglior video musicale        | Candidato/a     | [ 42 ] |
| 2022 | Kiss Me More (con Doja Cat)                         | Miglior collaborazione        | Candidato/a     | [ 42 ] |
| 2022 | Good Days                                           | Canzone R&B dell'anno         | Candidato/a     | [ 42 ] |
| 2023 | Se stessa                                           | Artista R&B dell'anno         | Vincitore/trice | [ 43 ] |
| 2023 | I Hate U                                            | Canzone R&B dell'anno         | Vincitore/trice | [ 43 ] |
| 2024 | Se stessa                                           | Artista dell'anno             | Candidato/a     | [ 44 ] |
| 2024 | Se stessa                                           | Artista pop dell'anno         | Candidato/a     | [ 44 ] |
| 2024 | Se stessa                                           | Artista R&B dell'anno         | Vincitore/trice | [ 44 ] |
| 2024 | Se stessa                                           | Stile di tournée preferito    | Candidato/a     | [ 44 ] |
| 2024 | Kill Bill                                           | Canzone dell'anno             | Vincitore/trice | [ 44 ] |
| 2024 | Kill Bill                                           | Canzone pop dell'anno         | Candidato/a     | [ 44 ] |
| 2024 | Kill Bill                                           | Miglior video musicale        | Candidato/a     | [ 44 ] |
| 2024 | Snooze                                              | Canzone R&B dell'anno         | Vincitore/trice | [ 44 ] |
| 2024 | SOS                                                 | Album R&B dell'anno           | Vincitore/trice | [ 44 ] |
| 2025 | Se stessa                                           | Artista dell'anno             | Candidato/a     | [ 45 ] |
| 2025 | Se stessa                                           | Artista R&B dell'anno         | Vincitore/trice | [ 45 ] |
| 2025 | Rich Baby Daddy (Drake feat. Sexyy Red & SZA)       | Canzone hip hop dell'anno     | Candidato/a     | [ 45 ] |
| 2025 | Saturn                                              | Miglior testo                 | Candidato/a     | [ 45 ] |

## iHeartRadio Much Music Video Awards
| Anno | Ricevente                          | Premio                 | Risultato   | Nota   |
| ---- | ---------------------------------- | ---------------------- | ----------- | ------ |
| 2018 | All the Stars (con Kendrick Lamar) | Miglior collaborazione | Candidato/a | [ 46 ] |

## MOBO Awards
I Music Of Black Origin Awards (MOBO), istituiti nel 1996 da Kanya King, si tengono ogni anno nel Regno Unito per riconoscere artisti di qualsiasi nazionalità che presentano musica afroamericana.
| Anno | Ricevente | Premio                         | Risultato   | Nota   |
| ---- | --------- | ------------------------------ | ----------- | ------ |
| 2017 | Se stessa | Miglior artista internazionale | Candidato/a | [ 47 ] |

## MTV Video Music Awards
Gli MTV Video Music Awards (abbreviati come VMAs) sono una manifestazione organizzata dall'emittente televisiva statunitense MTV dal 1984, dove vengono premiati i migliori videoclip musicali e canzoni degli ultimi 12 mesi. SZA, nella sua carriera, ha collezionato quattro premi e 19 candidature.
| Anno | Ricevente                                     | Premio                      | Risultato       | Nota          |
| ---- | --------------------------------------------- | --------------------------- | --------------- | ------------- |
| 2017 | Se stessa                                     | Miglior artista esordiente  | Candidato/a     | [ 48 ]        |
| 2018 | Se stessa                                     | Artista MTV Push dell'anno  | Candidato/a     | [ 49 ]        |
| 2018 | The Weekend                                   | Miglior regia artistica     | Candidato/a     | [ 49 ]        |
| 2018 | All the Stars (con Kendrick Lamar)            | Migliori effetti visivi     | Vincitore/trice | [ 49 ]        |
| 2019 | Just Us (DJ Khaled feat. SZA)                 | Migliori effetti visivi     | Candidato/a     | [ 50 ]        |
| 2021 | Kiss Me More (Doja Cat feat. SZA)             | Video dell'anno             | Candidato/a     | [ 51 ]        |
| 2021 | Kiss Me More (Doja Cat feat. SZA)             | Miglior collaborazione      | Vincitore/trice | [ 51 ]        |
| 2021 | Good Days                                     | Miglior video R&B           | Candidato/a     | [ 51 ]        |
| 2022 | No Love (con Summer Walker e Cardi B)         | Miglior video R&B           | Candidato/a     | [ 52 ]        |
| 2023 | Kill Bill                                     | Video dell'anno             | Candidato/a     | [ 53 ]        |
| 2023 | Kill Bill                                     | Canzone dell'anno           | Candidato/a     | [ 53 ]        |
| 2023 | Kill Bill                                     | Miglior regia               | Candidato/a     | [ 53 ]        |
| 2023 | Kill Bill                                     | Miglior montaggio           | Candidato/a     | [ 53 ]        |
| 2023 | Kill Bill                                     | Canzone dell'estate         | Candidato/a     | [ 53 ]        |
| 2023 | Shirt                                         | Miglior video R&B           | Vincitore/trice | [ 53 ]        |
| 2023 | Shirt                                         | Miglior direzione artistica | Candidato/a     | [ 53 ]        |
| 2023 | SOS                                           | Album dell'anno             | Candidato/a     | [ 54 ]        |
| 2024 | Rich Baby Daddy (Drake feat. Sexyy Red & SZA) | Miglior collaborazione      | Candidato/a     | [ 55 ] [ 56 ] |
| 2024 | Rich Baby Daddy (Drake feat. Sexyy Red & SZA) | Miglior video hip-hop       | Candidato/a     | [ 55 ] [ 56 ] |
| 2024 | Saturn                                        | Canzone dell'estate         | Candidato/a     | [ 55 ] [ 56 ] |
| 2024 | Se stessa                                     | Artista dell'anno           | Candidato/a     | [ 55 ] [ 56 ] |
| 2024 | Snooze                                        | Video dell'anno             | Candidato/a     | [ 55 ] [ 56 ] |
| 2024 | Snooze                                        | Miglior video R&B           | Vincitore/trice | [ 55 ] [ 56 ] |

## MTV Europe Music Awards
Gli MTV Europe Music Awards, in sigla EMAs o EMA, sono una manifestazione organizzata dall'emittente televisiva MTV dal 1994, dove vengono premiati i cantanti e le canzoni più popolari in Europa.
| Anno | Ricevente                         | Premio                   | Risultato       | Nota          |
| ---- | --------------------------------- | ------------------------ | --------------- | ------------- |
| 2017 | Se stessa                         | Miglior artista MTV Push | Candidato/a     | [ 57 ]        |
| 2021 | Kiss Me More (Doja Cat feat. SZA) | Miglior canzone          | Candidato/a     | [ 58 ]        |
| 2021 | Kiss Me More (Doja Cat feat. SZA) | Miglior video            | Candidato/a     | [ 58 ]        |
| 2021 | Kiss Me More (Doja Cat feat. SZA) | Miglior collaborazione   | Vincitore/trice | [ 58 ]        |
| 2022 | Se stessa                         | Miglior artista R&B      | Candidato/a     | [ 59 ]        |
| 2023 | Kill Bill                         | Miglior canzone          | Candidato/a     | [ 60 ] [ 61 ] |
| 2023 | Kill Bill                         | Miglior video            | Candidato/a     | [ 60 ] [ 61 ] |
| 2023 | Se stessa                         | Miglior artista          | Candidato/a     | [ 60 ] [ 61 ] |
| 2023 | Se stessa                         | Miglior artista R&B      | Candidato/a     | [ 60 ] [ 61 ] |
| 2023 | Se stessa                         | Miglior artista dal vivo | Candidato/a     | [ 60 ] [ 61 ] |
| 2024 | Se stessa                         | Miglior artista R&B      | Candidato/a     | [ 62 ]        |

## NAACP Image Awards
L'NAACP Image Award è un premio attribuito ogni anno dalla National Association for the Advancement of Colored People come riconoscimento per il lavoro svolto da persone di colore nel mondo dell'arte (cinema, letteratura, musica, teatro e TV).
| Anno | Ricevente                          | Premio                               | Risultato       | Nota   |
| ---- | ---------------------------------- | ------------------------------------ | --------------- | ------ |
| 2018 | Se stessa                          | Miglior artista esordiente           | Vincitore/trice | [ 63 ] |
| 2018 | Se stessa                          | Miglior artista femminile esordiente | Candidato/a     | [ 63 ] |
| 2018 | Love Galore (feat. Travis Scott)   | Miglior duo, gruppo o collaborazione | Candidato/a     | [ 63 ] |
| 2018 | Love Galore (feat. Travis Scott)   | Miglior canzone contemporanea        | Candidato/a     | [ 63 ] |
| 2019 | All the Stars (con Kendrick Lamar) | Miglior duo, gruppo o collaborazione | Vincitore/trice | [ 64 ] |
| 2019 | All the Stars (con Kendrick Lamar) | Miglior video musicale/album visivo  | Candidato/a     | [ 64 ] |
| 2019 | Black Panther - The Album          | Miglior colonna sonora/compilation   | Vincitore/trice | [ 64 ] |

## Satellite Awards
Il Satellite Award è un premio statunitense assegnato dal 1997 annualmente a cinema e televisione da giornalisti facenti parte della International Press Academy (IPA).
| Anno | Ricevente                          | Premio                    | Risultato   | Nota   |
| ---- | ---------------------------------- | ------------------------- | ----------- | ------ |
| 2019 | All the Stars (con Kendrick Lamar) | Miglior canzone originale | Candidato/a | [ 65 ] |

## Soul Train Music Awards
Il Soul Train Music Awards è un festival annuale, nel quale vengono premiati i migliori personaggi attivi nell'ambito della musica e dell'intrattenimento della black music, intesa come insieme di generi afro-americani, ossia soul, R&B, jazz, gospel e hip hop.
| Anno | Ricevente                                | Premio                                 | Risultato       | Nota   |
| ---- | ---------------------------------------- | -------------------------------------- | --------------- | ------ |
| 2017 | Ctrl                                     | Album dell'anno                        | Candidato/a     | [ 66 ] |
| 2017 | Love Galore (feat. Travis Scott)         | Miglior collaborazione                 | Candidato/a     | [ 66 ] |
| 2017 | Se stessa                                | Miglior artista esordiente             | Vincitore/trice | [ 66 ] |
| 2017 | Se stessa                                | Miglior artista femminile Soul/R&B     | Vincitore/trice | [ 66 ] |
| 2018 | Se stessa                                | Miglior artista femminile Soul/R&B     | Candidato/a     | [ 67 ] |
| 2018 | Doves in the Wind (feat. Kendrick Lamar) | Miglior collaborazione                 | Candidato/a     | [ 67 ] |
| 2018 | The Weekend                              | Canzone dell'anno                      | Candidato/a     | [ 67 ] |
| 2018 | Broken Clocks                            | Video dell'anno                        | Candidato/a     | [ 67 ] |
| 2018 | Broken Clocks                            | Ashford And Simpson Songwriter's Award | Candidato/a     | [ 67 ] |
| 2021 | Kiss Me More (Doja Cat feat. SZA)        | Miglior collaborazione                 | Candidato/a     | [ 68 ] |
| 2021 | Se stessa                                | Miglior artista femminile Soul/R&B     | Candidato/a     | [ 68 ] |
| 2022 | Se stessa                                | Miglior artista femminile Soul/R&B     | Candidato/a     | [ 69 ] |
| 2022 | I Hate U                                 | Ashford And Simpson Songwriter's Award | Candidato/a     | [ 69 ] |
| 2023 | SOS                                      | Album dell'anno                        | Vincitore/trice | [ 70 ] |
| 2023 | Kill Bill                                | Canzone dell'anno                      | Candidato/a     | [ 70 ] |
| 2023 | Snooze                                   | Canzone dell'anno                      | Vincitore/trice | [ 70 ] |
| 2023 | Snooze                                   | Miglior interpretazione dance          | Candidato/a     | [ 70 ] |
| 2023 | Snooze                                   | Ashford And Simpson Songwriter's Award | Vincitore/trice | [ 70 ] |
| 2023 | Kill Bill                                | Ashford And Simpson Songwriter's Award | Candidato/a     | [ 70 ] |
| 2023 | Kill Bill                                | Video dell'anno                        | Candidato/a     | [ 70 ] |
| 2023 | Se stessa                                | Miglior artista femminile Soul/R&B     | Vincitore/trice | [ 70 ] |
| 2023 | Special (Remix) (Lizzo feat. SZA)        | Miglior collaborazione                 | Candidato/a     | [ 70 ] |

## Teen Choice Awards
| Anno | Ricevente                          | Premio                      | Risultato   | Nota   |
| ---- | ---------------------------------- | --------------------------- | ----------- | ------ |
| 2018 | All the Stars (con Kendrick Lamar) | Miglior canzone R&B/Hip-Hop | Candidato/a | [ 71 ] |
| 2018 | Se stessa                          | Miglior artista esordiente  | Candidato/a | [ 71 ] |

## UK Music Video Awards
| Anno | Ricevente                          | Premio                                | Risultato   | Nota   |
| ---- | ---------------------------------- | ------------------------------------- | ----------- | ------ |
| 2018 | All the Stars (con Kendrick Lamar) | Miglior video urban - internazionale  | Candidato/a | [ 72 ] |
| 2023 | Kill Bill                          | Miglior video R&B/Soul internazionale | Candidato/a | [ 73 ] |